# Ikuko Ishii
Cette page contient des caractères et des mots Japonais. En cas de problème, consultez l’article Japonais ou testez votre navigateur.
Ikuko Ishii (石井 郁子, Ishii Ikuko), née le 10 octobre 1940 à Ashibetsu dans la préfecture de Hokkaidō, est une personnalité politique japonaise membre de la Chambre des représentants du Japon pour le Parti communiste japonais.

## Publications
- 『家族・それぞれの自立 体験的家庭教育論』 石井守共著. 教育史料出版会, 1985.5.
- 『子どもたちのすばらしさの発見 21世紀に向けて親は何ができるか』 あゆみ出版, 1985.3. あゆみブックレット
- 『親の生きかた子の自立』 新日本出版社, 1987.9.
- 『はばたく子どもたち 登校拒否・不登校をのりこえて』 新日本出版社, 1999.4.

## Traductions
- 『 クルプスカヤ選集 4 教師集団と集団主義』 竹田正直,長江好道共訳　1969
- 『クルプスカヤ選集 8 婦人の解放と教育』 関啓子共訳 1976.
- 『低学年の発達の授業 教師との対話』 ザンコフ 明治図書出版, 1982.5.